# Lijst van gemeenten in Gaziantep
Onderstaande lijst bevat alle gemeenten (2000) in de Turkse provincie Gaziantep.
| District   | Gemeente      |
| ---------- | ------------- |
| Araban     | Araban        |
| Araban     | Elif          |
| Meerdere   | Gaziantep     |
| İslahiye   | Altınüzüm     |
| İslahiye   | Boğaziçi      |
| İslahiye   | Fevzipaşa     |
| İslahiye   | İslahiye      |
| İslahiye   | Yeşilyurt     |
| Karkamış   | Karkamış      |
| Nizip      | Kocatepe      |
| Nizip      | Nizip         |
| Nizip      | Salkım        |
| Nizip      | Sekili        |
| Nizip      | Tatlıcak      |
| Nizip      | Uluyatır      |
| Nurdağı    | Nurdağı       |
| Nurdağı    | Sakçagözü     |
| Nurdağı    | Şatırhöyük    |
| Oğuzeli    | Oğuzeli       |
| Oğuzeli    | Yeşildere     |
| Şahinbey   | Burç          |
| Şahinbey   | Büyükşahinbey |
| Şahinbey   | Cevizli       |
| Şahinbey   | Şahinbey      |
| Şehitkamil | Aktoprak      |
| Şehitkamil | Arıl          |
| Şehitkamil | Şehitkamil    |
| Yavuzeli   | Yavuzeli      |